# Plaza Chacabuco
Plaza Chacabuco es una plaza de Santiago de Chile, en la comuna de Independencia. Fue una rotonda ovalada de 4300 m², inserta en la Avenida Independencia, entre las calles Hipódromo Chile y Santa Laura. En sus cercanías se encuentran el Estadio Santa Laura y el Hipódromo Chile. Antiguamente, un tranvía daba la vuelta y volvía al centro de Santiago después de dejar a los pasajeros en la Plaza.
La estructura del sector de Plaza Chacabuco se puede entender básicamente como un conjunto de macromanzanas especializadas con el quehacer deportivo más los conjuntos habitacionales, constituyendo elementos bien definidos que aportan a la construcción de la imagen física comunal.
Fue bautizada como Chacabuco ya que el 13 de febrero de 1817 se estableció allí el Ejército Libertador luego de que, el día anterior, venciera en la Batalla de Chacabuco.
En la actualidad la plaza se encuentra completamente habilitada para el tránsito peatonal, debido al emplazamiento de la estación de metro Plaza Chacabuco de la Línea 3 del Metro de Santiago, inaugurada el 22 de enero de 2019 y se construyó un corredor de Transantiago para buses con puerta izquierda, el cual está operativo desde 2020. Además, la plaza dejó la forma original de rotonda y el flujo vehicular norte-sur y viceversa de Avenida Independencia fue trasladado hacia el poniente y la plaza reconstruida al oriente, siendo su superficie nueva más grande que la original.

## Historia
La estructura de la Plaza Chacabuco comenzó a establecerse desde tiempos de la independencia, cuando el Ejército Libertador descansó en ese lugar luego de la batalla que le da nombre a la plaza y al sector completo.
Morfológicamente, el espacio de la plaza se configuró como hoy se conoce en el marco del funcionamiento del servicio de tranvías y alumbrado eléctrico de Santiago a manos de la Chilean Electric Tramway and Light Company. La plaza constituía el elemento terminal del recorrido Nº 6, que se iniciaba en Alameda frente a la calle Serrano siguiendo al norte por la calle Estado, 21 de mayo, y Mapocho. Atravesando el río por el Puente del Obelisco (Avenida La Paz), iniciaba su tránsito por la Avenida Independencia hasta la Plaza Chacabuco, donde daba la vuelta para retornar por la misma vía al sur, entrando por calle Puente, Ahumada, hasta su terminal de la Alameda.

### Población para Suboficiales de Carabineros
En 1945 se construyó, al costado del Hipódromo Chile por Independencia, la población para Suboficiales de Carabineros, frente a un estadio que la Universidad Católica tenía en el sector.

## Transporte
Plaza Chacabuco forma parte de Avenida Independencia, uno de los ejes conectores norte-sur más importantes de la ciudad, que alberga al Transantiago y desde 2019, al Metro.
La Plaza es, además, uno de los puntos previos de una bicicletada urbana realizada el primer martes de cada mes. Los otros puntos previos son Plaza Camilo Mori, Alameda con Las Rejas, Escuela Militar, Municipalidad de Las Condes, Plaza Ñuñoa, Municipalidad de Quinta Normal; Avenida Providencia con Pedro de Valdivia, Plaza Brasil, Parque Almagro, Plaza Yungay, Paraderos 9 y 24 de Gran Avenida, Paradero 14 de Vicuña Mackenna y Plaza Maipú. Desde todos esos lugares, los ciclistas se dirigen al gran punto de encuentro, Plaza Italia, para luego volver a los lugares de origen.

## Recintos deportivos cercanos

### Estadio Santa Laura

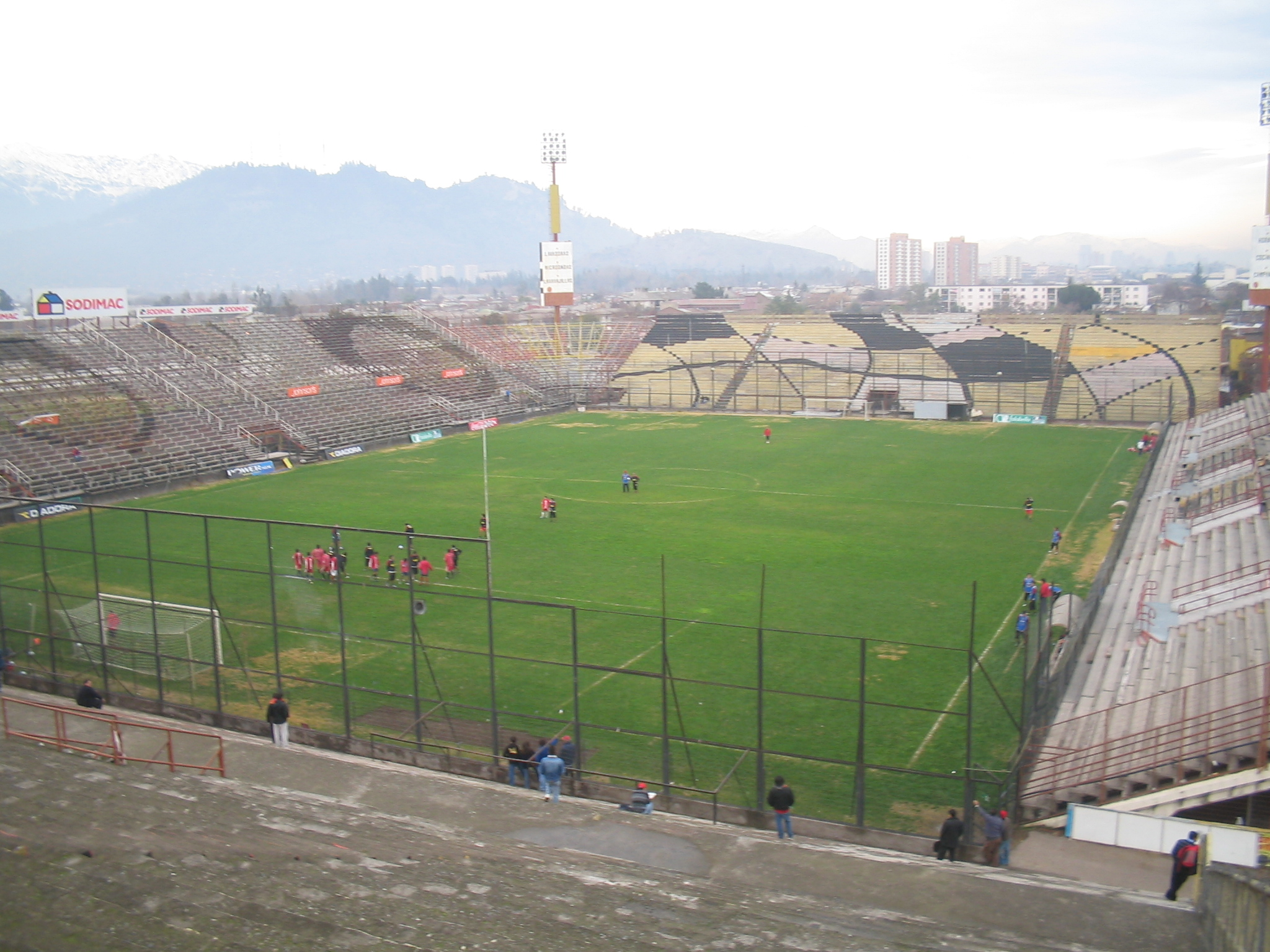
Estadio Santa Laura.

El Estadio Santa Laura se ubica en la calle Julio Martínez Prádanos (ex Santa Laura) 1365, 200 metros al oriente de la Plaza Chacabuco. La figura urbana y primordialmente la identidad del sector de Plaza Chacabuco se constituyó en la década del 30 con la inauguración del recinto. El fortín rojo nació en lo que fueran todavía las chacras del norte de Santiago, pero rápidamente se fue rodeando de vida e historia. Es, a la fecha, el estadio más antiguo del país, ya que fue fundado el 12 de noviembre de 1922 y, posteriormente, se inauguró el año 1923 en un partido amistoso frente a Audax Italiano. Durante décadas Santa Laura fue el estadio casi exclusivo del fútbol en Santiago, llegando incluso a soportar sus pastos más de cuatro partidos por fin de semana en los años 80. El club Unión Española juega allí sus partidos de local.
El complejo posee 4,2 hectáreas, donde se encuentran 2 canchas y 4 multicanchas, además de las oficinas, camarines y servicios fundamentales para atender a los espectadores. Su cancha principal posee capacidad para 28.500 personas, dimensiones de 105 x 68 metros y superficie de pasto.
Desde mayo de 2008, es operado por la Universidad Internacional SEK Chile, que adquirió la totalidad del club y la concesión del estadio por 30 años por $ 2.500.000.000 (US$ 5.000.000 aproximadamente). Aquel monto más otros $ 1.500.000.000 (US$ 3.000.000) serán invertidos en la remodelación del estadio en dos etapas. La primera considera la reparación de los camarines y baños, oficinas administrativas, accesos y la instalación de asientos individuales en la Tribuna Pacífico, proyectados para ser entregados al inicio del Torneo de Clausura de 2008. La segunda etapa, con un plazo de dos años, contempla la demolición y reconstrucción de las Tribunas Andes y Sur (actualmente de madera), la dotación de asientos individuales, creación de palcos e instalación de un nuevo marcador electrónico, además de la implementación de estacionamientos subterráneos. También se espera la implementación de césped sintético en la cancha 2. Sobre esta remodelación, Jorge Segovia, presidente de la junta directiva de Unión Española y mandamás de la Universidad Internacional SEK, afirmó:

"No debe ser una manito de gato. Debe ser mucho más que eso. Pasa por varias etapas. Hemos hecho un plan de distintos pasos y el primero es atender lo que consideramos inmediato y se está trabajando ya en eso: camarín de jugadores, técnicos, árbitros y visitas, la zona médica, que no están un estándar del siglo XXI… Debe estar de otra manera y tiene que hacer honor a la historia de Unión, que es un gran equipo y es uno de los grandes de Chile."
Jorge Segovia, ADN Deportes, 7 de mayo de 2008

### Hipódromo Chile
Para la primera década del 1900, comenzó a funcionar el Hipódromo Chile. La actividad hípica, con su intensa afluencia de aficionados, se constituyó en un importante factor de desarrollo urbano. La apertura de nuevas calles, la creación de la Plaza Chacabuco, la extensión del servicio eléctrico y de las líneas de tranvías se pueden contar como las iniciativas que impulsó y llevó a cabo dicha institución deportiva, transformando el ambiente de aquellos parajes aún semirrurales, y reforzando y prolongando al norte el carácter de eje urbano de la Avenida Independencia.
El Hipódromo Chile se encuentra al poniente de Plaza Chacabuco, cruzando la calzada oeste de Avenida Independencia.